# フロンティア
フロンティア（英語: frontier）とは、「最前線の」という意味であるが、別の意味としては「新天地の」として表現される。

## アメリカ合衆国

### 西部開拓時代と「フロンティア」の消滅

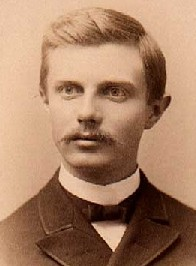
フレデリック・ターナー

フロンティアがいつ始まり、いつ終わったのか、について様々な意見がある。1607年～1912年説（1607年にジェームズタウンに最初の植民地が設立され、1912年にアリゾナ準州が州として認可されるまでの期間）、1865年～1917年説 （ポップカルチャーで描かれた典型的な西部劇時代）、1860年代～1910年代説（様々な歴史家が引用する西部開拓時代）、1865年～1890年または1920年説（アメリカ合衆国国勢調査局による調査）、1865年～1890年説（フレデリック・J・ターナーの意見）がある。アメリカ合衆国の国勢調査局は、1平方マイルにつき人口（先住民は除く）が2人以上6人以下の地域をフロンティアと定めていた。この地帯の外辺がフロンティア・ラインである。1865年のアメリカ南北戦争の終結により、白人入植者によるインディアンに対する征服が加速するとともに、フロンティア・ラインは西部に漸次移動していき、1890年の国勢調査局長が、フロンティア・ラインと呼べるものがなくなったことを国勢調査報告書に記載した。これが「フロンティアの消滅」である。このフロンティア消滅をうけて、歴史家のフレデリック・ターナーは、フロンティアと合衆国の民主主義・国民性を関連づけて述べた（フロンティア学説）。
アメリカのいう「フロンティア」とは、実際には「インディアンの掃討の最前線」であり、スー族に対する「ウーンデッド・ニーの虐殺」があった1890年に「インディアンの掃討が完了した」として合衆国政府は「フロンティアの消滅」とした。「フロンティアの消滅」と前後して、アメリカ合衆国は太平洋進出を始めていく。

### ジョン・F・ケネディの「ニューフロンティア」

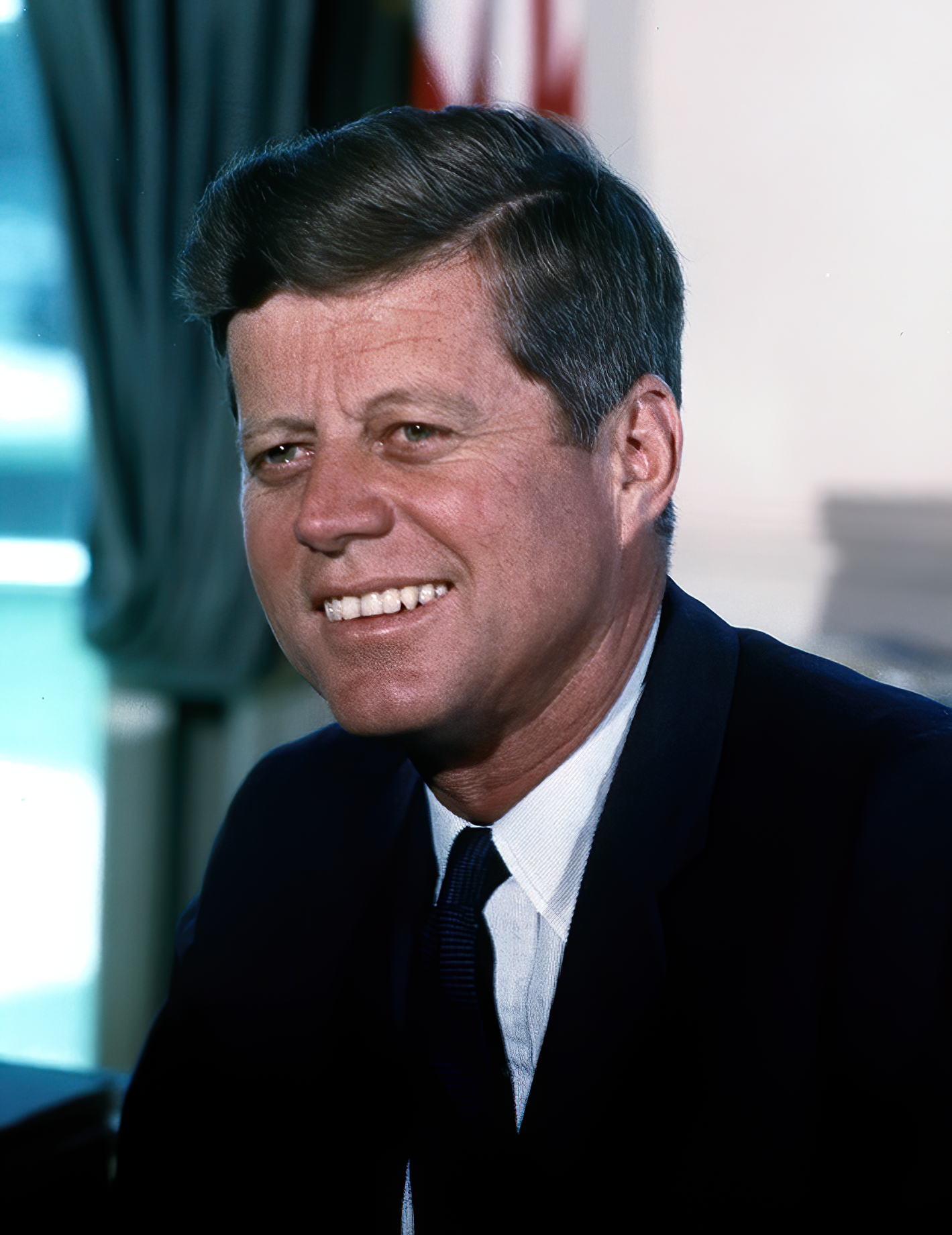
「ニューフロンティア」を提示したジョン・F・ケネディ

1960年7月15日、アメリカ大統領選挙に向けてカリフォルニア州ロサンゼルスのロサンゼルス・メモリアル・コロシアムにおいて行われた民主党の党大会において、大統領候補に指名された上院議員のジョン・F・ケネディが演説を行い、戦争や偏見、貧困といったアメリカが抱えた諸問題に取り組む意味での「ニューフロンティア」を掲げた。

### その後のフロンティア
2001年からのアフガニスタン攻撃のときにはアメリカは「パキスタンが自由主義のフロンティア」としていた。
「開拓」（インディアンにとっては蹂躙・虐殺）が盛んな時代にあっては、開拓の最前線を指し、そこでは過酷な環境から、往々にして社会道徳が低下する半面、白人入植者の間では相互扶助などの精神的な結束力が強まる傾向にあった。

### 銃とフロンティア
アメリカなどではフロンティアスピリットと切っても切れない関係にあるのがガンマンで、もともとは牧童や自警組織の構成員を指したが、より広義に「銃を持っている人」もこう呼ばれる。
銃は危険な獣や暴漢、さらには紛争調停手段として用いられたわけであるが、逆に強奪の道具としても利用された経緯を持つ。